# Parafia św. Mikołaja Biskupa w Szaradowie

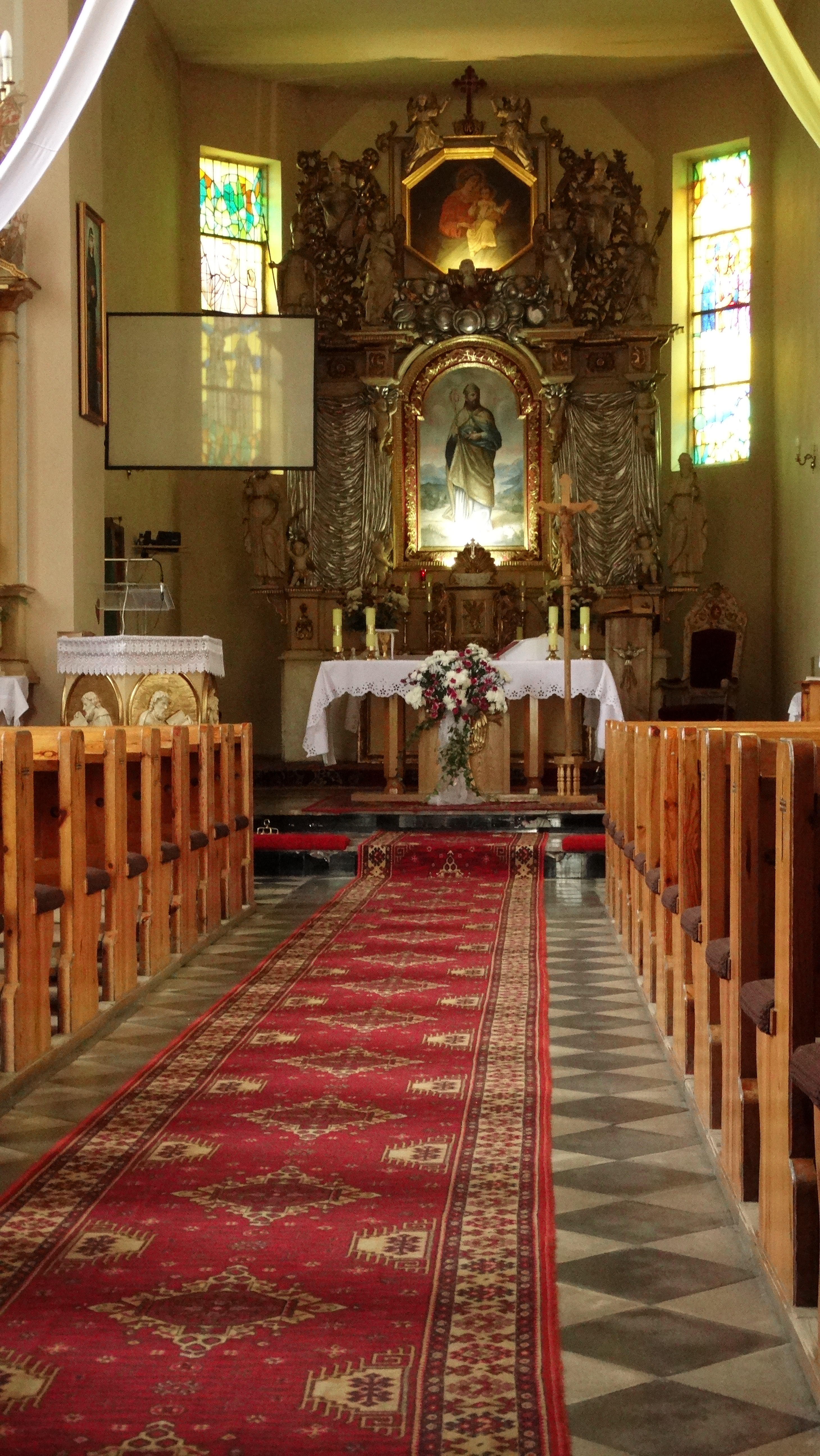
Wnętrze kościoła

Parafia pw. św. Mikołaja Biskupa w Szaradowie – parafia rzymskokatolicka należąca do dekanatu Szubin oraz diecezji bydgoskiej.
W jej skład wchodzą wioski: Szaradowo, Ameryczka, Elizewo, Rzemieniewice, Słonawy, Suchoręcz, Suchoręczek, Zalesie.

## Historia
Początki parafii sięgają XII w., jednak pierwsze wzmianki o kościele pochodzą dopiero z roku 1426. Pochodził on zapewne jeszcze z XIV w. i był ufundowany przez Grzymalitów. W XV w. ziemie przeszły na własność Wiśniowieckich, którzy prawdopodobnie zbudowali kościół murowany. Po jego zniszczeniu kolejne budowle były drewniane. Ostatni z nich spłonął w 1830. 
Nawa główna obecnego murowanego kościoła pochodzi z 1838. Po pożarze w 1885 świątynię odbudowano i odnowiono; z tego czasu pochodzi większość obecnego zabytkowego wyposażenia. Kolejne remonty przeprowadzono w latach 1925 i 1952. W latach 1981–94 kościół rozbudowano o prezbiterium, zakrystię i salkę katechetyczną.

## Spis kapłanów i proboszczów parafii[2]
1. ks. Tomasz Szamulski 1633
2. ks. Mikołaj Maraszkowic 1668-1684
3. ks. Michał Wysocki 1704
4. ks. Adam Lipiewski 1720-1755
5. ks. Józef Gruzmacher 1755-1789
6. ks. Jan Koszutowski 1789-1819
7. ks. Jan Komasiński 1819-1822 (przeniesiony do Szubina)
8. ks. Kazimierz Gólczewski 1822-1862
9. o. Hilary Śliwiński 1850-1861 (ostatni przeor Klasztoru Karmelitów w Kcyni. Zmarł w parafii Szaradowo, pochowany w Kcyni)
10. ks. August Kampf (wikariusz)
11. ks. Leon Kittel (wikariusz) (wzmianka w parafii Stodoły ok. 1866)
12. ks. Aleksy Radecki 1862-1886
13. ks. Franciszek Hoffmann 1887-1913 (pochowany przy kościele w Szaradowie)
14. ks. Stefan Schoenborn 1911-1912 (wikariusz), przeniesiony do Łabiszyna
15. ks. Józef Erdmann 1912 (wikariusz), przeniesiony do Kamieńca k. Trzemeszna
16. ks. Leon Płotka 1913-1914 (wikariusz), przeniesiony do Bydgoszczy
17. ks. Stefan Rudnicki 1914-1935 (pochowany przy kościele w Szaradowie)
18. ks. Jan Nepomucen Opieliński 1914 (administrator), Rynarzewo
19. ks. Alojzy Gotowicz (wikariusz), przeniesiony do Inowrocławia
20. ks. Piotr Koczorowski (wikariusz)
21. ks. Leonard Kaczyński
22. ks. Maksymilian Perski 1936-1961 (administrator, w okresie II wojny światowej więzień w obozie koncentracyjnym w Dachau. Po wojnie wrócił do Szaradowa, w 1961 przeniesiony do Łabiszyna)
23. ks. Stefan Weretczuk 1945-1946 (administrator)
24. ks. Stanisław Kubicki 1961-1970 (pochowany przy kościele w Szaradowie)
25. ks. Franciszek Resiak 1970-1975, przeniesiony do Janikowa
26. ks. Włodzimierz Kowal 1975-1978, przeniesiony do Bydgoszczy
27. ks. Ignacy Mączyński 1978-1980, przeniesiony do Janowca Wielkopolskiego
28. ks. Michał Kudłacik 1980-1991, przeniesiony do Szubina (par. pw. św. Andrzeja Boboli)
29. ks. Kazimierz Czynsz 1991-1996, przeniesiony do Białośliwia
30. ks. Jerzy Witkowski 1996-1997, przeniesiony do Gniezna
31. ks. Witold Chmielewski 1997-2000, przeniesiony do Wągrowca (budowniczy kościoła pw. bł. Michała Kozala w Wągrowcu)
32. ks. Piotr Renkel 2000-2012, przeniesiony do Bydgoszczy
33. ks. Roman Jakubowski 2012-2013
34. ks. Paweł Kowalski 2013-